# أندرياس فيلاند
أندرياس فيلاند (بالألمانية: Andreas Wieland)‏ هو لاعب كرة قدم ومدرب كرة قدم نمساوي، ولد في 16 أغسطس 1983. لعب مع رابيد فيينا.

## وصلات خارجية
- أندرياس فيلاند على موقع قاعدة بيانات كرة القدم.إي يو (الإنجليزية)
- أندرياس فيلاند على موقع Soccerway.com (الإنجليزية)
- أندرياس فيلاند على موقع عالم كرة القدم.نت (الإنجليزية)